# Communauté d'agglomération Beaune Côte et Sud
La communauté d'agglomération Beaune Côte et Sud-Communauté Beaune-Chagny-Nolay est une communauté d'agglomération française, située dans les départements de la Côte-d'Or et de Saône-et-Loire, en région Bourgogne-Franche-Comté.

## Historique
Elle est créée le 20 décembre 2006. Le 1er janvier 2017, avec la mise en place du nouveau schéma départemental de coopération intercommunale en Saône-et-Loire, la communauté d'agglomération intègre la commune de Change, ancienne commune isolée.

## Territoire communautaire

### Composition
La communauté d'agglomération est composée des 53 communes suivantes :

| Nom                     | Code Insee | Gentilé         | Superficie (km2) | Population (dernière pop. légale) | Densité (hab./km2) |
| ----------------------- | ---------- | --------------- | ---------------- | --------------------------------- | ------------------ |
| Beaune (siège)          | 21054      | Beaunois        | 31,3             | 20 233 (2022)                     | 646                |
| Aloxe-Corton            | 21010      | Aloxois         | 2,63             | 135 (2022)                        | 51                 |
| Aubigny-la-Ronce        | 21032      | Aubignotins     | 11,79            | 170 (2022)                        | 14                 |
| Auxey-Duresses          | 21037      | Alcéens         | 11,09            | 297 (2022)                        | 27                 |
| Baubigny                | 21050      | Balbignaciens   | 10,31            | 208 (2022)                        | 20                 |
| Bligny-lès-Beaune       | 21086      | Blignotins      | 7,3              | 1 273 (2022)                      | 174                |
| Bouilland               | 21092      | Bouillandins    | 16,65            | 242 (2022)                        | 15                 |
| Bouze-lès-Beaune        | 21099      | Bouzards        | 6,91             | 306 (2022)                        | 44                 |
| Chagny                  | 71073      | Chagnotins      | 18,9             | 5 402 (2022)                      | 286                |
| Change                  | 71085      | Changeois       | 6,56             | 218 (2022)                        | 33                 |
| Chassagne-Montrachet    | 21150      | Chassagnais     | 6,5              | 263 (2022)                        | 40                 |
| Chaudenay               | 71119      | Chaudenaysiens  | 8,17             | 1 124 (2022)                      | 138                |
| Chevigny-en-Valière     | 21170      |                 | 5,5              | 409 (2022)                        | 74                 |
| Chorey-les-Beaune       | 21173      |                 | 5,59             | 596 (2022)                        | 107                |
| Combertault             | 21185      |                 | 3,92             | 539 (2022)                        | 138                |
| Corberon                | 21189      | Corberonnais    | 11,72            | 429 (2022)                        | 37                 |
| Corcelles-les-Arts      | 21190      | Corcellois      | 5,47             | 435 (2022)                        | 80                 |
| Corgengoux              | 21193      | Corgengougeois  | 12,53            | 381 (2022)                        | 30                 |
| Cormot-Vauchignon       | 21195      |                 | 10,12            | 210 (2022)                        | 21                 |
| Corpeau                 | 21196      | Corpelais       | 4,67             | 962 (2022)                        | 206                |
| Dezize-lès-Maranges     | 71174      | Dezizois        | 5,1              | 164 (2022)                        | 32                 |
| Ébaty                   | 21236      | Ébatelois       | 2,13             | 255 (2022)                        | 120                |
| Échevronne              | 21241      |                 | 8,69             | 309 (2022)                        | 36                 |
| Ladoix-Serrigny         | 21606      | Ladoisiens      | 24,96            | 1 783 (2022)                      | 71                 |
| Levernois               | 21347      | Levernoisiens   | 3,73             | 364 (2022)                        | 98                 |
| Marigny-lès-Reullée     | 21387      |                 | 10,02            | 214 (2022)                        | 21                 |
| Mavilly-Mandelot        | 21397      |                 | 9,8              | 173 (2022)                        | 18                 |
| Meloisey                | 21401      |                 | 12,27            | 321 (2022)                        | 26                 |
| Merceuil                | 21405      |                 | 13,8             | 814 (2022)                        | 59                 |
| Meursanges              | 21411      |                 | 14,26            | 591 (2022)                        | 41                 |
| Meursault               | 21412      | Murisaltiens    | 16,22            | 1 376 (2022)                      | 85                 |
| Molinot                 | 21420      | Molinotois      | 12,68            | 166 (2022)                        | 13                 |
| Montagny-lès-Beaune     | 21423      | Montinibeaunois | 6,04             | 772 (2022)                        | 128                |
| Monthelie               | 21428      | Montheliens     | 3,14             | 146 (2022)                        | 46                 |
| Nantoux                 | 21450      |                 | 6,58             | 168 (2022)                        | 26                 |
| Nolay                   | 21461      | Nolaysiens      | 14,3             | 1 419 (2022)                      | 99                 |
| Paris-l'Hôpital         | 71343      |                 | 2,74             | 287 (2022)                        | 105                |
| Pernand-Vergelesses     | 21480      | Pernandais      | 5,59             | 240 (2022)                        | 43                 |
| Pommard                 | 21492      | Pommardois      | 10,05            | 444 (2022)                        | 44                 |
| Puligny-Montrachet      | 21512      | Pulignieusiens  | 7,28             | 353 (2022)                        | 48                 |
| La Rochepot             | 21527      | Rochepotois     | 13,91            | 281 (2022)                        | 20                 |
| Ruffey-lès-Beaune       | 21534      |                 | 15,44            | 742 (2022)                        | 48                 |
| Saint-Aubin             | 21541      |                 | 9,42             | 195 (2022)                        | 21                 |
| Saint-Romain            | 21569      |                 | 19,65            | 200 (2022)                        | 10                 |
| Sainte-Marie-la-Blanche | 21558      | Sanmaritains    | 6,79             | 917 (2022)                        | 135                |
| Santenay                | 21582      | Santenois       | 10,36            | 852 (2022)                        | 82                 |
| Santosse                | 21583      | Santossiens     | 7,93             | 60 (2022)                         | 7,6                |
| Savigny-lès-Beaune      | 21590      | Savigniens      | 35,98            | 1 300 (2022)                      | 36                 |
| Tailly                  | 21616      |                 | 4,57             | 200 (2022)                        | 44                 |
| Thury                   | 21636      | Thurycois       | 13,27            | 260 (2022)                        | 20                 |
| Val-Mont                | 21327      |                 | 19,9             | 250 (2022)                        | 13                 |
| Vignoles                | 21684      | Vinéolois       | 6,72             | 919 (2022)                        | 137                |
| Volnay                  | 21712      | Volnaysiens     | 7,55             | 225 (2022)                        | 30                 |

### Démographie
| 1968   | 1975   | 1982   | 1990   | 1999   | 2009   | 2014   | 2020   |
| ------ | ------ | ------ | ------ | ------ | ------ | ------ | ------ |
| 42 415 | 44 658 | 47 277 | 49 492 | 51 116 | 52 862 | 52 375 | 50 678 |

## Administration

### Siège
Le siège de la communauté d'agglomération est situé à Beaune.

### Les élus
Le conseil communautaire de la communauté d'agglomération Beaune Côte et Sud se compose de 90 conseillers représentant chacune des communes membres et élus pour une durée de six ans.
Ils sont répartis comme suit :
| Nombre de conseillers | Communes               |
| --------------------- | ---------------------- |
| 30                    | Beaune                 |
| 7                     | Chagny                 |
| 2                     | Ladoix-Serrigny, Nolay |
| 1 (+1 suppléant)      | Les 49 autres communes |

### Présidence
Le président actuel est Alain Suguenot. Il est assisté au sein du bureau communautaire de 12 vice-présidents et 8 autres membres.
| Période | Période  | Identité       | Étiquette | Qualité         |
| ------- | -------- | -------------- | --------- | --------------- |
| 2007    | En cours | Alain Suguenot | LR        | maire de Beaune |

### Compétences
Ses compétences obligatoires sont  l’aménagement de l’espace,  le développement économique, l’équilibre social et une politique de ville d’intérêt communautaire.

### Régime fiscal et budget
Le régime fiscal de la communauté d'agglomération est la fiscalité professionnelle unique (FPU).